# 1826 în literatură
Anul 1826 în literatură a implicat o serie de evenimente și cărți noi semnificative.